# Pietro Conti da Cilavegna

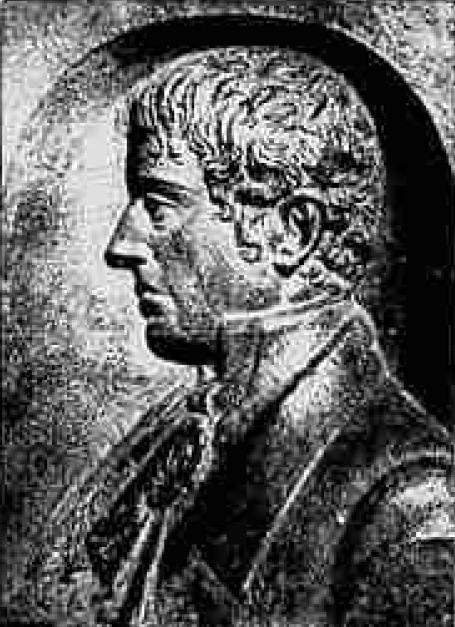
Efígie comemorativa de Pietro Conti

Peter Conti (Cilavegna, 2 de maio de 1796 - Cilavegna, 15 de maio de 1856) foi um engenheiro e inventor italiano. Ele é mais conhecido pela criação do tachigrafo ou tachitipo, precursor da máquina de escrever, bem como por sua contribuição no nascimento do estenótipo. Em 1934, este papel fundamental foi reconhecido pelo "Primeiro Centro Italiano de Estudos de Digitação em Pádua", que colocou Pietro Conti entre os precursores italianos da invenção da máquina de escrever. 
A atividade e os reconhecimentos científicos alcançados por Conti na França ainda não estão bem documentados, pois suas patentes foram perdidas por causa de um arquivo deficiente e também devido aos eventos do terremoto de Messina, onde alguns arquivos foram mantidos. Porém, foi possível obter dados específicos graças a algumas fontes, como o diário de Giuseppe Ravizza (isto atesta que as soluções adotadas por Ravizza e outros foram posteriores à invenção de Conti).